# Васильків (авіабаза)
Авіабаза Васильків — база ПС ЗСУ на північній околиці міста Васильків, пункт постійної дислокації 40-ї бригади тактичної авіації «Привид Києва»

## Історія

### До Другої світової війни
Аеродром у місті Васильків було побудовано на початку XX століття.
У травні 1938 року на аеродромі сформовані 2-й винищувальний авіаційний полк (І-16 та І-153) та 43-й авіаційний винищувальний полк (І-16 та І-15 біс). Обидва полки мали у своєму складі по 4 ескадрильї. Також на аеродромі розміщувалася 131-ша авіаційна база.

### Німецько-радянська війна
Аеродром активно використовувався з самого початку Німецько-радянської війни та під час битви за Київ. При відступі радянських військ, згідно зі спогадами ветеранів війни, були спалені склади з пальним, продовольством, амуніцією та інша інфраструктура, а також 30 нових І-15.
У вересні-жовтні 1943 року на аеродромі базувалися частини 77-ї ескадри пікіруючих бомбардувальників.

### Після Другої світової війни
З 1950 року на аеродромі базувався 146-й гвардійський винищувальний авіаційний полк, який мав на озброєнні Bell P-39 Airacobra (до 1952), МіГ-15 (1952—1957), МіГ-19 (1956—1974), Як-25М (1956—1967) та МіГ-25 (з 1974).

### За часів незалежної України
Після проголошення Україною незалежності полк перейшов до складу Повітряних сил ЗСУ, а 1 червня 1993 року — розформований.
Відповідно до вимог директиви МОУ від 6 січня 1993 року 92-й ВАП із 21 липня по 1 серпня 1993 року на місце розформованого 146-го ВАП з авіабази Мукачеве перебазувався 92-й винищувальний авіаційний полк, який на той час мав менше десяти МіГ-29 та навчально-бойових МіГ-23УБ.
20 червня 1996 року постановою Кабміну аеродрому надано статус аеродрому спільного базування задля перебазування Київського державного авіаційного підприємства «Універсал-авіа».
З 1 грудня 1996 року у зв'язку з реформуванням Збройних Сил України 92-й ВАП із частинами забезпечення переформований у 207-му авіаційну базу, а наступного року, з 1 грудня авіабаза знову переформована у 8-й винищувальний авіаційний полк із частинами забезпечення (170 АТехБ та 649 ОБЗ РТЗ). З 30 грудня 1999 року згідно з наказом Міноборони України полк із частинами забезпечення увійшов до складу Військ ППО України, а з 1 грудня 2000 року відповідно до Директиви Міноборони — переформований у 40-ве винищувальне авіаційне крило, як основне тактичне з'єднання авіації Військ ППО України, після чого на озброєння з'єднання поступили 12 літаків Л-39.
25 червня 2004 року з'єднання було переформатоване в 40-ву авіаційну винищувальну бригаду, а 18 квітня 2007 року — в 40-ву бригаду тактичної авіації.
В 2008 році розглядався варіант будівництва цивільного аеродрому на місці авіабази.
3 липня 2013 року на території авіабази в рамках фестивалю ретро-літаків відбулися спільні польоти британських і українських пілотів на літаках Клубу любителів старовинної авіації «Air Squadron».
18 лютого 2014 року аеродром був приведений у повну бойову готовність.

### Після початку російсько-української війни
27 грудня 2014 літаком Іл-76 на авіабазу з Харкова прибули 145 звільнених із полону українських бійців.
5 серпня 2017 року президент України Петро Порошенко здійснив переліт на місці другого пілота з аеродрому Васильків на бойовому винищувачі МіГ-29 40-ї бригади тактичної авіації на військовий аеродром у селі Гавришівка Вінницької області.
Станом на початок вересня 2017 року на авіабазі були зосереджені 6 МіГ-29МУ1, а також 4 Л-39 та 4 Л-39М1.
1 грудня 2018 року на аеродромі Васильків президент України Петро Порошенко передав авіаторам відремонтовану та модернізовану підприємствами «Укроборонпрому» авіаційну техніку.
Станом на 2020 рік на авіабазі базується ПАТ СПЕЦ-АВІА, що надає послуги з випробування авіатехніки на васильківському аеродромі.

#### Повномасштабне російське вторгнення
24 лютого 2022 року, під час Російського вторгнення в Україну, о 5:15 по аеродрому було нанесено ракетний удар, але завдяки діям старшого лейтенанта В'ячеслава Радіонова повний склад бригади літаків не зазнав ушкоджень та був піднятий в небо.
Впродовж дня аеродром зазнавав повторних ракетних ударів зі сторони російських військових. Льотний склад 40 бригади тактичної авіації здійснював бойові вильоти та збив щонайменше 6 ворожих літаків.
26 лютого 2022 року, приблизно о 0:30 поблизу Василькова силами ППО був збитий російський Іл-76 МД з десантом на борту, проте частина десанту вижила та змогла висадитись у Василькові та його околицях. Аеродром був сильно обстріляний, внаслідок обстрілу на сусідній нафтобазі сталась пожежа, проте на ранок весь ворожий десант був знищений.
12 березня 2022 року, приблизно о 7:00 по аеродрому було випущено 8 ракет, 1 ракета влучила в склад з боєприпасами, внаслідок чого аеродром був знищений.

## Катастрофи
11 березня 2011 року при заході на посадку розбився літак Tecnam P2006T, загнуло 4 члени екіпажу.